# يو إف سي ليلة القتال: سويك ضد بوركمان
يو إف سي ليلة القتال: سويك ضد بوركمان (بالإنجليزية: UFC Fight Night: Swick vs. Burkman)‏ هو حدث لفنون القتال المختلطة نظمته يو إف سي، أُقيم في 23 2008، على منتجع بالمز كازينو في لاس فيغاس، نيفادا، الولايات المتحدة.